# 独立守備隊
独立守備隊（どくりつしゅびたい）は、南満州鉄道を守備する歩兵隊である。

## 概要
1905年（明治38年）9月5日、日本とロシア帝国の間で日露講和条約が調印され、第三条にて日本とロシアの双方が満洲より同時に撤兵すること、第六条にて長春（寛城子）～旅順口間の鉄道や支線等、一切の権利、特権、財産は日本政府に移転し譲渡すべきなどとして、10月16日に公布された。

次いで、日本と清国の間で満洲ニ関スル条約の会議が行われ、12月22日に両国が調印した。この条約は1906年（明治39年）1月31日に公布され、本文の第一条にて日露講和条約の第五、第六条で決められたロシアから日本への譲渡を清国が承諾すること、附属協約の第六条にて清国は日本軍が安東県～奉天間に敷いた軍用鉄道を日本政府によって貨物運搬用路線に改め引き続いて経営する事を承諾することなどが含まれていた。
日本政府は6月8日に「南満洲鉄道株式会社ニ関スル件（勅令第142号）」を公布し、約半年後の11月26日に南満洲鉄道が設立された。
しかし治安が不安定な状態から、南満洲鉄道の守備を行なう部隊の編成が急がれた。この部隊は当初「鉄道守備大隊」と名付けられたが、間を置かずして「独立守備大隊」と改められた。
部隊は12月30日附の「独立守備大隊編成要領（送丙第93号）」及び「独立守備大隊編成ニ関スル細則（送丙第94号）」を基に編成され、独立守備大隊編成要領によれば次の様に区分されている。
- 独立守備第1大隊

編成関係師管：第1師管
編成担任官　：第1師団長
- 独立守備第2大隊

編成関係師管：第2師管、第7師管、第8師管
編成担任官　：第2師団長
- 独立守備第3大隊

編成関係師管：第3師管、第9師管
編成担任官　：第3師団長
- 独立守備第4大隊

編成関係師管：第4師管、第10師管
編成担任官　：第4師団長
- 独立守備第5大隊

編成関係師管：第5師管、第11師管
編成担任官　：第5師団長
- 独立守備第6大隊

編成関係師管：第6師管、第12師管
編成担任官　：第12師団長
尚、独立守備大隊編成要領に記載された「独立守備大隊編成表」では、大隊本部の人員は16名、馬匹6頭、中隊は4箇中隊で1箇中隊につき人員155名、馬匹16頭であり、定数は合計で人員636名、馬匹70頭となる。当時の大隊数は6箇であったので、編制上での兵力は総計3,816名、馬匹420頭であった。
更に、1907年（明治40）年1月31日附で「独立守備大隊勤務令（送乙第166号）」が出されており、独立守備大隊勤務令の総則は以下の通りであった。
独立守備大隊編成時に於ける大隊長（歩兵少佐）、中隊長（歩兵大尉）の補職については2月13日附で以下の通りとされ、第6大隊中隊長の近藤歩兵大尉のみ2月14日附の補職となった。
- 独立守備第1大隊長：福田斌[注釈 2]

中隊長：駒形宇多八、山田孫三、豊泉半、茂木剛三郎
- 独立守備第2大隊長：矢部利次[注釈 7]

中隊長：松下亀蔵、木村宗吉、味岡実、武井銀次
- 独立守備第3大隊長：川端成康[注釈 10]

中隊長：前沢尚正、白石琥太郎、渥味寿丸、西野三郎
- 独立守備第4大隊長：久世為次郎[注釈 15]

中隊長：石井一松、土肥敏吉、藤田民之輔、稲川三五郎
- 独立守備第5大隊長：今木龍也[注釈 20]

中隊長：末次信一、村田利行、伊集院郁五郎、石井良吉
- 独立守備第6大隊長：竹下宣行[注釈 24]

中隊長：益満竹之助、前田一二、松本一、近藤秀三

南満洲鉄道の営業開始を4月1日としているので、それより前に陸軍省はそれぞれの独立守備大隊を配置しなければならなかった。
これらの大隊は3月2日から16日までに洋上を移動し、関東都督の隷下に入った。それぞれの守備区域は次の通りとされ、各大隊は25日までに守備地へ到着した。
- 独立守備第1大隊　白龍溝～四平街間（本部 公主嶺）

東清鉄道南満洲支線（4月1日より南満洲鉄道）
停車駅：孟家屯 - 范家屯 - 公主嶺 - 郭家店 - 四平街
- 独立守備第2大隊　双廟子～新台子間[注釈 30]（本部 鉄嶺）

東清鉄道南満洲支線（4月1日より南満洲鉄道）
停車駅：双廟子 - 昌図 - 馬仲河 - 開原 - 鉄嶺 - 新台子
- 独立守備第3大隊　奉天～撫順～遼陽間（本部 奉天）

東清鉄道南満洲支線（4月1日より南満洲鉄道）
停車駅：奉天 - 分岐点 - 蘇家屯 - 沙河 - 十里河 - 煙台 - 遼陽
ロシア軍用鉄道（4月1日より南満洲鉄道撫順線）
停車駅：（蘇家屯）- 深井子 - 李石寨 - 仙金寨 - 撫順
- 独立守備第4大隊　本溪湖～安東県間[注釈 37]（本部 鳳凰城）

安奉軽便鉄道（4月1日より南満洲鉄道安奉線）
停車駅：本溪湖 - 孟家 - 橋頭 - 南坆 - 連山関 - 鳳凰城 - 沙河鎮 - 安東県
- 独立守備第5大隊　鞍山站～牛家屯～蓋平間（本部 大石橋）

東清鉄道南満洲支線（4月1日より南満洲鉄道）
停車駅：鞍山站 - 海城 - 大石橋 - 蓋平
東清鉄道南満洲支線（4月1日より南満洲鉄道営口線）
停車駅：（大石橋）- 営口
軽便鉄道
停車駅：営口 - 牛家屯
- 独立守備第6大隊　熊岳城～貔子窩[注釈 44]～普蘭店間（本部 瓦房店）

東清鉄道南満洲支線（4月1日より南満洲鉄道）
停車駅：熊岳城 - 万家嶺 - 得利寺 - 瓦房店 - 普蘭店
全ての大隊は、南満洲鉄道営業開始の前日となる3月31日に編成を完結した。

1909年（明治42年）4月、「独立守備大隊」は改編された。部隊の編制は以前同様の6箇大隊だが、新たに司令部が置かれて隊名は「独立守備隊」と改められた。独立守備隊司令部は5月4日より旅順関東都督府将校集会所にて事務を開始した。
1914年（大正3年）5月9日、第4大隊が連山関に移転。
鉄道の延長は1100kmであるから守備兵は16,500名となるが、独立守備隊の兵数は満州事変時には約5,000に過ぎず、駐箚師団兵数が約5,400であったため、鉄道守備兵は合計約10,400名である。独立守備隊は司令官の下に歩兵六大隊があり、公主嶺、奉天、大石橋、連山関、鉄嶺および鞍山に大隊本部、その他要地に分遣部隊を駐屯させた。

## 司令官
独立守備隊
- 仁田原重行 少将：1909年4月1日[14] - 1911年9月6日[15]
- 橋本勝太郎 少将：1911年9月6日[15] - 1912年11月27日[16]
- 小池安之 少将：1912年11月27日[16] - 1914年11月26日[17]
- 藤井幸槌 少将：1914年11月26日[17] - 1916年8月18日[18][注釈 46]
- 福原銭太郎 少将：1916年8月18日[18] - 1918年7月24日[19][注釈 47]
- 高山公通 中将：1918年7月24日[20] - 1919年7月25日[21]
- 尾藤知勝 中将：1919年7月25日[22] - 1921年1月15日[23]
- 中屋則哲 少将：1921年1月15日[23] - 1922年5月10日[24][注釈 48]
- 高崎喜惣 少将：1922年5月10日[24] - 1924年12月15日[25][注釈 49]
- 南保貞次 少将：1924年12月15日[25] - 1926年3月2日[26]
- 水町竹三 少将：1926年3月2日[26] - 1929年8月1日[27]
- 伯爵 寺内寿一 中将：1929年8月1日[27] - 1930年8月1日[28]
- 森連 中将：1930年8月1日[28] -
- 井上忠也 中将：1932年8月8日[29] - 1933年12月1日

第1独立守備隊
- 井上忠也 中将：1933年12月1日 - 1934年3月5日[30]
- 三毛一夫 少将：1934年3月5日 - 1936年3月23日[31][32][注釈 50]
- 園部和一郎 少将：1936年3月23日 - 1937年8月2日[33][注釈 51]
- 岩松義雄 中将：1937年8月2日 - 1938年7月7日
- 坂井徳太郎 少将：1938年7月7日 - 1939年8月1日[注釈 52]

## 第1独立守備隊長
- 越生虎之助 少将：1940年8月1日 - 1941年10月15日[34]

## 独立守備隊の歌
作詞：土井晩翠
作曲：中川東男
１．ああ満洲の大平野
亜細亜大陸　東より
始まるところ黄海の
波打つ岸に端開き
蜿蜒　北に三百里
東亜の文化進め行く
南満洲鉄道の
守備の任負ふ　我が部隊
２．普蘭店をば後にして
大石橋を過ぎ行けば
北は奉天　公主嶺
はては長春　一線は
連山関に安東に
二条の鉄路　満洲の
大動脈をなすところ
守りは堅し　我が備へ
３．黄塵暗く天を覆ひ
緑林　風に狂ふとも
鎧の袖の一触れと
降摩の剣　腰に鳴る
炎熱　鉄を溶かす日も
氷雪膚を裂く夜半も
難きに耐へて国防の
第一線に勇み立つ
４．内と外とのもろもろの
民の環視の的となり
恩威ひとしく施して　
来たるを迎へ同仁の
徳を剣の刃（は）に守る
武人の操いや固め
鉾を枕の夜な夜なの　
夢にのみ見る永久の栄
５．ああ十万の英霊の
静かに眠る太陸に
遺せし勲　承け継ぎて
国威を振ひ東洋の
永き平和を理想とし
務めに尽す守備隊の
名に永遠に誉あれ
名に永遠に栄あれ